# Elecciones legislativas de Bulgaria de 1994
Las elecciones legislativas de Bulgaria de 1994 se realizaron el 18 de diciembre de dicho año. Fueron los terceros comicios multipartidistas tras la supresión del régimen comunista entre 1989 y 1990. La participación electoral fue del 75,3% de los habilitados para votar. La Izquierda Democrática, una coalición a la cabeza de la cual se encontraba el Partido Socialista Búlgaro -nuevo nombre del antiguo Partido Comunista Búlgaro- conquistó la mayoría absoluta al obtener 125 de los 240 escaños de que se compone la Asamblea Nacional de Bulgaria, teniendo la posibilidad de formar gobierno en solitario. De este modo, el líder del partido ganador, Zhan Videnov, se transformó en el nuevo primer ministro del país.
El 17 de octubre, el presidente de la República, Zhelio Zhelev, disolvió la Asamblea Nacional y convocó elecciones anticipadas. Reneta Indzhova se convirtió en la primera mujer que se convertía en primera ministra de Bulgaria de forma interina. Las elecciones fueron las terceras que se llevaron a cabo desde la transición a un sistema multipartidista en 1990. Los principales candidatos para los 240 escaños de la Asamblea fueron el anteriormente comunista Partido Socialista Búlgaro (BSP), que había ocupado el poder hasta las elecciones de 1991 y liderada por Zhan Videnov, y la incondicionalmente anticomunista Unión de Fuerzas Democráticas (SDS), el grupo más grande en la legislatura saliente encabezado por Philip Dimitrov pero cada vez más debilitado por escisiones dentro de sus filas. El debate durante la campaña de un mes se centró en gran medida en temas económicos, el BSP favoreció las reformas deliberadas de libre mercado y prometió contrarrestar el declive del país en este sector, así como las cuestiones de política social.
El día de la votación, marcado por una tasa de abstención de alrededor del 25%, resultó en una gran victoria para el BSP que, junto con dos aliados menores, obtuvo el control de una mayoría absoluta de 125 escaños para los 69 partidos del SDS de centro-derecha. Los observadores interpretaron este resultado como reflejando el descontento popular sobre la persistente inestabilidad económica (especialmente la alta inflación y las tasas de desempleo) y la caída de los estándares de vida, así como las expectativas de políticas sociales y de seguridad más activas, y la compararon con el resurgimiento de los ex comunistas en las recientes encuestas realizadas en Lituania, Polonia y Hungría. En total, cinco partidos o grupos, incluidos tres centristas más pequeños, llegaron al umbral del 4% requerido para ser miembro del Parlamento: una mayor representatividad general que en la legislatura anterior.
El 25 de enero de 1995, la Asamblea Nacional aprobó un nuevo Gabinete dominado por el BSP. El mismo día, el Primer Ministro Videnov, de 35 años, anunció que las prioridades de su Gobierno serían superar la crisis económica, reducir la alarmante tasa de criminalidad, promover la integración europea y mejorar las relaciones bilaterales con otras naciones europeas.

## Contexto
En las elecciones de 1991 ganó la Unión de Fuerzas Democráticas (SDS), pero el Parlamento estuvo plagado de conflictos, desacuerdos internos y facciones y resultó en la pérdida de poder por parte del SDS en diciembre de 1992 a través de una moción de censura. Lyuben Berov fue nominado para encabezar un gobierno como Primer Ministro por el Movimiento por los Derechos y Libertades (DPS), y fue apoyado por el BSP y gobernó hasta que se vio obligado a renunciar en septiembre de 1994, preparando así el escenario para elecciones anticipadas.

## Campaña

### Partido Socialista Búlgaro(BSP)
A lo largo de la campaña electoral de 1994, el BSP tuvo varias ventajas sobre el resto de partidos. Estos incluían recursos financieros, conocimiento y uso efectivo del tiempo de televisión, buenas técnicas de transmisión de mensajes, una red de apoyo popular existente a nivel local desarrollada durante el período comunista, condiciones económicas y sociales y crisis a la que muchos culparon a la "democracia" y al SDS. La figura principal de la campaña del BSP fue Videnov. Hizo un excelente trabajo al devolver a los votantes mayores que el BSP había perdido previamente, al tiempo que convencía a los votantes más jóvenes y nuevos de que el BSP era un partido progresista y reformado.
El tiempo de la televisión estuvo dominado por los grupos parlamentarios, y se dio poco tiempo a los grupos no parlamentarios que participaron en las elecciones. El BSP aprovechó todo esto y produjo expertos telegénicos en cada oportunidad. El SDS ayudó inadvertidamente a la causa del BSP al estar mal preparada para los debates y desafiar al BSP en cuestiones y temas en los que el BSP era superior o, al menos, mejor preparado. El BSP también se centró en la parálisis del gobierno del SDS en 1991 y en la idea de que el BSP era el único partido con experiencia en gobernar de manera efectiva y poder lograr cambios para mejorar. Los mítines fueron populares, al igual que las reuniones en el ayuntamiento, que a menudo atrajeron a miles de partidarios. Las canciones de la campaña estaban fácilmente disponibles en casete e incluían música nueva y tradicional para jóvenes y adultos por igual.
La fuerte presencia del BSP en la elección sorprendió incluso a sus propios encuestadores, aunque algunas encuestas preelectorales independientes predijeron con precisión la gran victoria del BSP. Su fortaleza estaba en las aldeas y pueblos pequeños donde se produjo la menor cantidad de cambios y donde las pensiones se redujeron debido a la escalada de precios. Además, BSP contó con el apoyo adicional de los votantes urbanos de mayor edad que se han visto afectados por los cambios económicos y la inestabilidad financiera y han visto desaparecer sus jubilaciones planificadas con aumentos de precios, pérdida de empleos y cierre de plantas. Naturalmente, aquellos que dependen de la economía del estado, como los gerentes de planta y los trabajadores de las fábricas, también apoyaron el BSP.
Después de varios años de empeoramiento de las condiciones económicas y sociales, los socialistas utilizaron su organización superior, su ventaja financiera y su profesionalismo para persuadir a los votantes de que la democracia no era todo lo que se pensaba que era y que se encontraría alivio en la estabilidad del mayor y más experimentado BSP. Con una población cada vez más anciana y desempleada, los votantes anhelaban un gobierno estable que era el que prometía el BSP.

### Unión de Fuerzas Democráticas(SDS)
La victoria electoral se persiguió en dos niveles: uno, mítines superficiales y conciertos; y dos, una apelación a los votantes que utilizan imágenes pictóricas subliminales en flotas anónimas entregadas esporádicamente en todo Bulgaria, con la esperanza de que los votantes conecten las imágenes al SDS. El eslogan de la campaña, "Victoria, Bulgaria", intentó establecer un vínculo entre el éxito del equipo de fútbol de la Copa del Mundo de Bulgaria y las posibilidades electorales del SDS. La campaña fue dirigida en gran medida por el productor/político de cine Evgani Mihailov, que fue muy eficaz en la organización de mítines, conciertos y telones de fondo, pero comprendió poco sobre el desarrollo de mensajes, los materiales de campaña escritos o los mensajes e imágenes del SDS que deberían haberse entregado o retratado. El SDS recibió el tiempo adecuado de la televisión estatal, pero logró desafiar a los políticos del BSP en temas irrelevantes y parecía no tener una agenda o posiciones excepto el anticomunismo. Dos semanas antes de la elección, un líder del SDS no pudo declarar de manera concisa y específicamente qué representaba el SDS o los temas de la campaña. La literatura de campaña que atacaba al BSP fue desarrollada y distribuida, pero no mencionó ni identificó al SDS como una alternativa. Se desarrollaron otros materiales que se basaban más en imágenes pictóricas subliminales en declaraciones que contrastaban el estilo de vida BSP con el del SDS. Fueron estos mensajes al subconsciente con los que el SDS creyó que ganarían las elecciones.
Además de los problemas de identificación de problemas y desarrollo de mensajes, el SDS alienó a muchos de sus partidarios en los dos años anteriores y durante la campaña. El proceso de selección de candidatos fue perjudicial para el funcionamiento de las estructuras locales y surgieron desacuerdos entre los organismos locales y nacionales sobre la selección de candidatos. En algunos casos, los clubes locales se negaron a apoyar a los candidatos en la parte superior de las listas electorales. Otro obstáculo al que se enfrentó el SDS fue que, en general, la gente todavía percibía que el SDS estaba en el poder a pesar del cambio de gobierno a fines de 1992. El hecho de que el gobierno de Berov fuera apoyado principalmente por el BSP y DSP nunca apareció como una campaña del SDS Emisión hasta la última semana de la campaña. Como resultado, los votantes desinformados asumieron que el SDS, como vencedores de las últimas elecciones, fue el culpable de la crisis actual. Las tácticas de la campaña también se basaron en que los votantes escucharan lo que los candidatos tenían que decir, en lugar de llevar la campaña a los votantes a través de campañas puerta a puerta y bloquear las reuniones con los candidatos locales. Se produjeron algunos artículos de buena elección, como casetes con canciones y cadenas pero pocos llegaron a manos del público en general. El SDS no pudo expandirse más allá del tema anticomunista. El pueblo búlgaro estaba buscando un programa positivo para apoyar y el SDS ofreció solo una retórica negativa y anticomunista.

### Unión Popular (BZNS) y (DP)
Si bien la coalición tenía organizaciones locales en todo el país (en su mayoría del BZNS), muchos no entendieron lo que tenían que hacer para organizar una campaña eficaz y exitosa. Con poco o nada de dinero para el desarrollo de la literatura y solo el tiempo de televisión limitado, una fracción de lo que recibieron los grupos parlamentarios, su campaña se basó en gran medida en las campañas puerta a puerta, reuniones de ciudades y mítines que a menudo mostraban a Moser o Savov o a veces a ambos. Estos foros también incluyeron a todos los candidatos en la lista de esa región en particular, aumentando la familiaridad del votante con los candidatos. Al darse cuenta de que la retórica anticomunista de mentalidad única del SDS no era atractiva para los votantes, la Unión Popular se hizo disponible como una "opción razonable" para el elector. La coalición también recibió ayuda al recibir un color de boleta favorable, la naranja agraria tradicional, que no recibió en la campaña de 1991. Finalmente, se desarrolló una propaganda que incluía varias piezas de comparación/contraste con el gobierno del BSP. Que fueron piezas promocionales positivas para la Unión Popular. Los materiales destacaron las posiciones de la coalición en materia de privatización y restitución de tierras y fueron utilizados por los candidatos de la coalición mientras caminaban por sus pueblos y aldeas.

### Movimiento por los Derechos y Libertades(DPS)
Tener algo de tiempo en la televisión como resultado de ser un partido parlamentario fue útil para los candidatos del DPS, pero el éxito en apelar a una audiencia más amplia que su base étnica fue limitado. Todos sus materiales de campaña se centraron y distribuyeron en torno a sus bases de población étnica. Si bien abordaron los temas de interés para los votantes minoritarios, como el idioma de elección en las escuelas y los servicios armados, y los problemas económicos y de la tierra, lo que parecía importar más era su simple composición étnica. Mientras el DPS continúe centrándose únicamente en el voto turco y no se expanda a una audiencia mayor, por difícil que sea, sus porcentajes electorales y, por lo tanto, su influencia política, seguirán siendo limitados.

### Bloque de Negocios Búlgaro (BBB)
Para sorpresa de nadie, el mismo Ganchev fue el centro de la campaña de BBB. Con poco tiempo en la televisión, aprovechó al máximo cada aparición, apareciendo a menudo con una guitarra cantando sobre sí mismo, el Business Block, o sobre otros temas o fiestas búlgaras. Cuando no tenía guitarra, era profesional, ruidoso, directo y bien versado en el tema del día. En comparación con otros candidatos que a menudo eran oradores sin vida, mal vestidos e ineficaces, Ganchev obtuvo una imagen dramáticamente diferente. Los candidatos en las listas de Business Block eran a veces atletas, músicos, actores o profesores conocidos a nivel nacional, pero no eran tan famosos como Ganchev creía que eran. El mensaje del Bloque de Negocios fue muy simple, directo y hablado tal como lo decían las personas.
Ganchev se retrató a sí mismo y al Business Block como uno de ellos, de naturaleza muy populista y muy exitoso. Ganchev espera utilizar este éxito parlamentario como un trampolín para la creación de organizaciones adicionales del partido para apoyar su candidatura presidencial. Su estilo de campaña es obviamente atractivo para algunos y con estructuras de partido adicionales puede encontrar aún más éxito. Esta campaña también incluyó casetes de música con Ganchev cantando una variedad de canciones búlgaras tradicionales junto con sus propias obras originales.

## Resultados
|  | 43.50 % |

|  | 24.23 % |

|  | 6.51 % |

|  | 5.44 % |

|  | 4.73 % |

|  | 3.79 % |

|  | 11.80 % |

|  | 98.82 % |

|  | 1.18 % |

|  | 100.00 % |

|  | 75.23 % |